# Comté de Marquette (Wisconsin)
Pour les articles homonymes, voir Comté de Marquette.
Le comté de Marquette est un comté situé dans l'État du Wisconsin aux États-Unis. Son siège est Montello. Selon le recensement de 2000, sa population était de 15 832 habitants.
Il porte le nom du père Jacques Marquette.